# Opération Wintergewitter
Front de l'Est - Seconde Guerre mondiale
L’opération Wintergewitter en français : « Tempête d'hiver » était le nom de code de l'opération de la IV. Panzerarmee pour rompre l'encerclement de la VI. Armee allemande durant la bataille de Stalingrad pendant la Seconde Guerre mondiale.
L'opération débuta le 12 décembre 1942. Elle parvint à mi-chemin de son objectif avant qu'un mouvement de flanc de l'Armée rouge plus au nord ne la forçât à rebrousser chemin, scellant le sort de la VI. Armee.

## Contexte

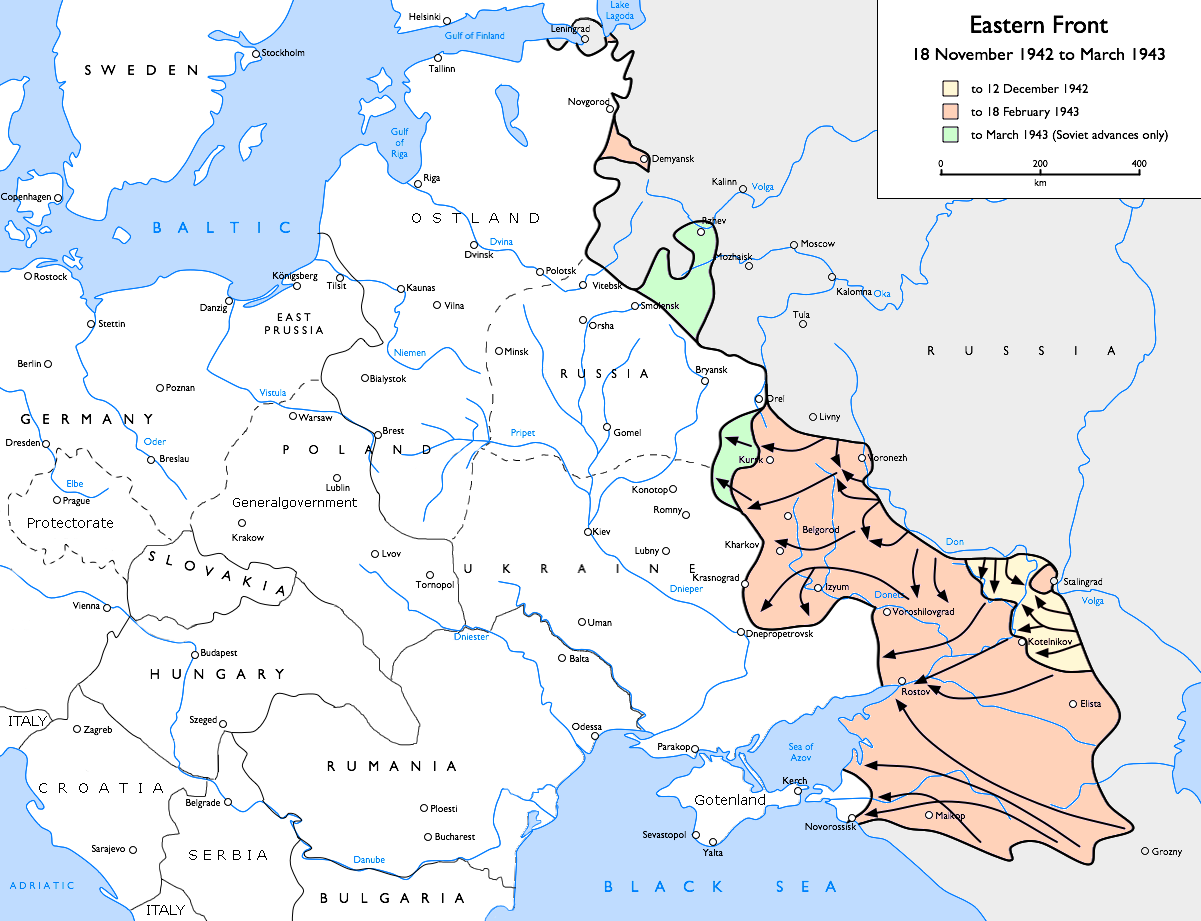
Le front de l'Est entre le 19 novembre 1942 et le 1er mars 1943.

L'opération Uranus avait entraîné l'encerclement de la VI. Armee par les troupes soviétiques, et repoussé le gros du groupe d'armées B de plus de 100 km. Alors qu'à l'ouest le XLVIII. Panzerkorps et l'Armee-Abteilung Hollidt se rétablissaient derrière la Tchir, au sud le gros de la IV. Panzerarmee avait été soit détruit soit pris dans l'encerclement de Stalingrad et seules des forces squelettiques avaient réussi à ralentir la 51e armée soviétique en route vers Kotelnikovo, terminus ferroviaire à 130 km au sud de Stalingrad.
Dans ces conditions, toute tentative pour briser l'encerclement supposait de trouver ailleurs des renforts blindés, envoyés dans ce but au Heeresgruppe Don du maréchal von Manstein, groupe d’armées formé pour l'occasion : 
- la 6. Panzerdivision, mise au repos et recomplétée en France depuis plusieurs mois, envoyée à Kotelnikovo ;
- la 23. Panzerdivision du groupe d'armées A, à peine remise d'un quasi désastre devant Ordjonikidze, qui va se positionner à l'est de la précédente ;
- la 17. Panzerdivision du groupe d'armées Centre en provenance du front de Jizdra et envoyée vers Morozovsk ;
- la 11. Panzerdivision du groupe d'armées Centre envoyée sur la Tchir dans la région de Sourovikino.

Les deux premières divisions furent rassemblées au sein du LVII. Panzerkorps, la troisième gardée en réserve pour le groupe d'armées et la dernière affectée au XLVIII. Panzerkorps.

## L'offensive
Le lieu d'attaque constituait un point-clef. La tête de pont sur le Don à Verkhne-Tchirskaïa était le point plus proche de Stalingrad, mais les Soviétiques, qui en étaient conscients, avaient réduit cette position avant que les Allemands n'eussent rassemblé leurs renforts. Par ailleurs, comme le temps avait oscillé entre chutes de neige et grosses pluies entre fin novembre et début décembre 1942, le Don n'était pas suffisamment gelé pour que les troupes puissent traverser en toute sécurité. Enfin, la réussite de l'opération à partir de cet endroit n'aurait permis un repli de la VIe armée que par le seul pont demeuré intact sur le Don, celui de Kalatch, goulet d'étranglement qui aurait alors occasionné un repli périlleux et durant plusieurs semaines.

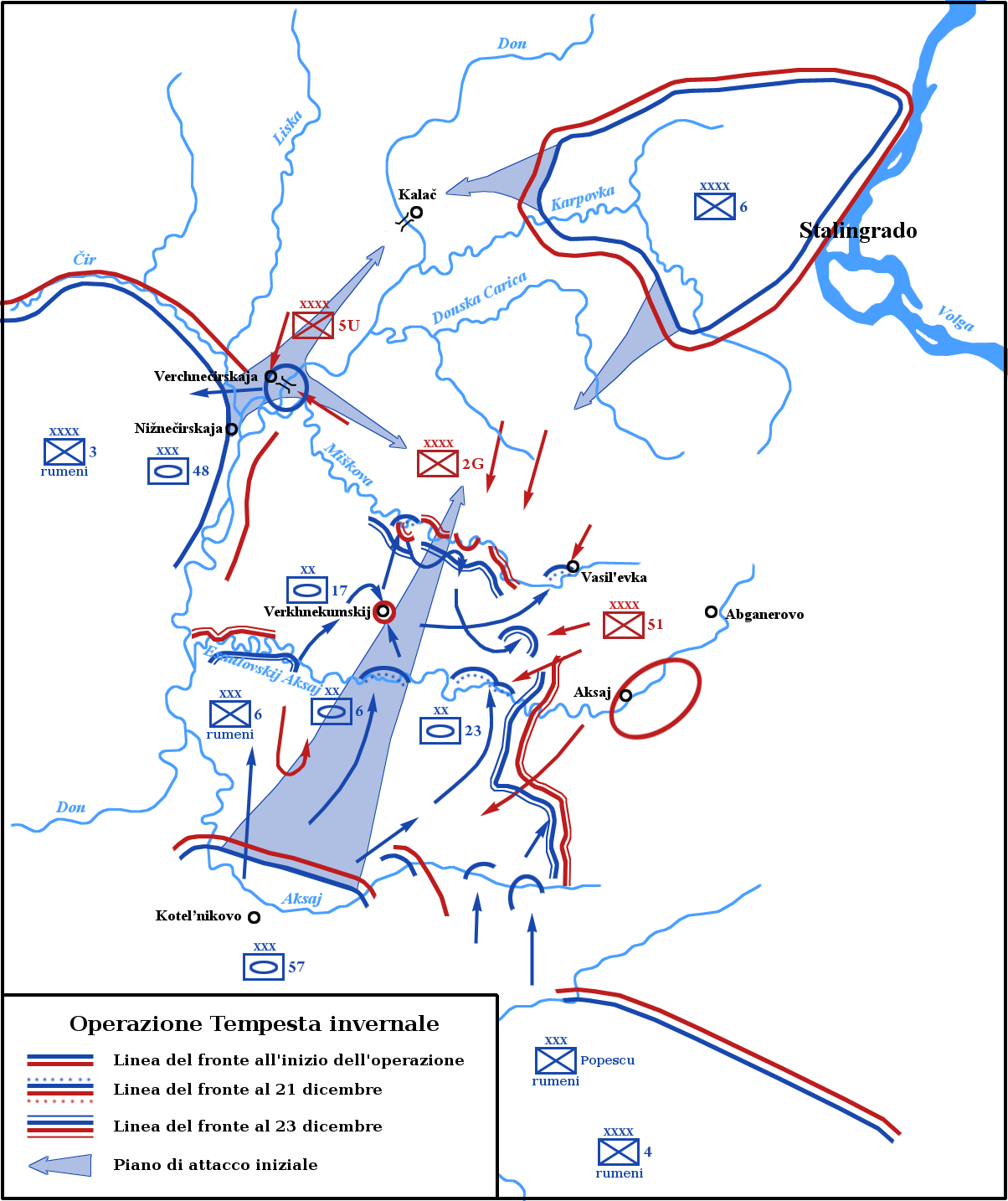
Déroulement de l'opération Wintergewitter.

En conséquence, le LVII. Panzerkorps fut regroupé à Kotelnikovo, avec la VI. Panzerdivision au centre, la XVII. Panzerdivision à l'aile gauche et la XXIII. Panzerdivision à l'aile droite, plus les restes de la IVe armée roumaine qui protégeaient par un écran léger le flanc côté steppe des Kalmouks. L'offensive débuta le 12 décembre. Deux rivières se trouvaient sur l'axe de progression, l'Aksaï et la Mychkova.
Les progrès initiaux furent satisfaisants et l'Aksaï fut atteinte et traversée vers la fin du premier jour. Toutefois les troupes tombèrent sur un feu nourri depuis la ferme collective « 8-Mars » à Verkhne-Koumski, et autour des baraquements des ouvriers du chemin de fer, immédiatement au nord des berges de l'Aksaï. Le détachement se dirigea vers la Mychkova, consommant un temps précieux, mais ne put la traverser.
À Stalingrad même, le général Friedrich Paulus hésitait à donner l'ordre à ses troupes, épuisées et gelées, de tenter une percée vers le sud pour rejoindre les blindés du Generaloberst Hermann Hoth à Abganerovo, pour se replier ensuite vers Kotelnikovo. Sans un ordre direct d'Adolf Hitler, il ne pouvait prendre cette décision. Ce dernier, obsédé par l'idée de ne pas battre en retraite, refusa de donner cet ordre et Paulus ne bougea pas. Toutefois, la question reste ouverte de savoir si ses troupes gelées, manquant de carburant et de nourriture, auraient pu sortir de Stalingrad.

## Poussée et contre-attaque

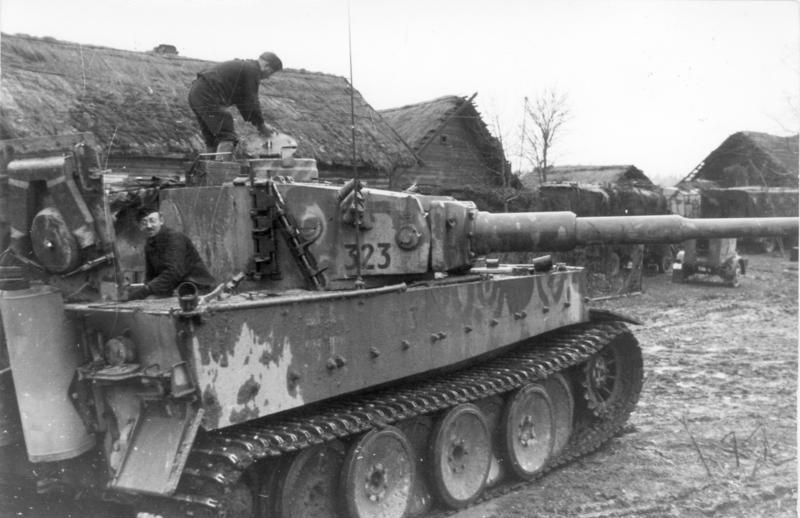
Un bataillon de chars Tigre I fut déployé pour le groupe d'armées Don dans le but de renforcer la progression allemande dans Stalingrad.

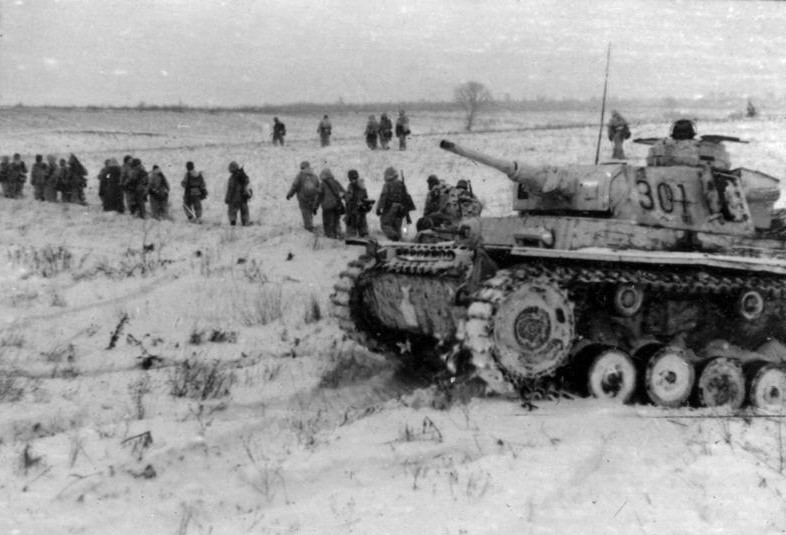
Un Panzer III allemand employé dans le secteur sud de l'Union soviétique en décembre 1942.

Alors que la force de soutien effectuait sa poussée, le maréchal soviétique Gueorgui Joukov attaquait la ligne de front de l'Axe plus au nord. La VIIIe armée italienne sur le Don moyen souffrait elle aussi du froid, et sa résistance initiale acharnée fut finalement réduite par les T-34 qui écrasèrent ses positions le 16 décembre. Ayant écarté les Italiens, le 24e corps de tanks de la Garde se dirigea vers Tatsinskaïa, l'aérodrome le plus proche de Stalingrad à partir duquel la Luftwaffe tentait désespérément de ravitailler près d'un demi-million de soldats de la poche de Stalingrad en dépit d'une météo hasardeuse. Le jour de Noël, les chars soviétiques s'emparèrent de l'aérodrome, dans la tempête de neige, et purent à loisir détruire les avions de transport qui s'y trouvaient.
Prenant conscience que cette force se tournait sur la gauche afin de venir derrière l'armée de secours allemande, Erich von Manstein dut détacher la VI. Panzerdivision depuis la Mychkova pour l'envoyer en urgence soutenir les positions italiennes. Cela préservait ces dernières, mais condamnait la tentative de sauvetage. De façon coordonnée la 51e armée soviétique attaqua de nouveau la force de sauvetage, la ramenant au-delà de Kotelnikovo dès le 29 décembre et menaçant alors Rostov-sur-le-Don et l'ensemble du groupe d'armées A et ses 400 000 hommes encore coincés sur le fleuve Terek dans le Caucase. Hitler prit la décision de retirer ce groupe d'armées, condamnant la VI. Armee à Stalingrad.

### Livres
- (en) David M. Glantz, Endgame at Stalingrad book two, University Press of Kansas, 2014  (ISBN 978-0-7006-1955-9)

### Articles
- (fr) Nicolas Bernard, « Stalingrad, la mort de la 6. Armee », Batailles & Blindés hors-série no 36, Caraktère, 2018  (ISSN 1950-8751)